# Maria Dermoût

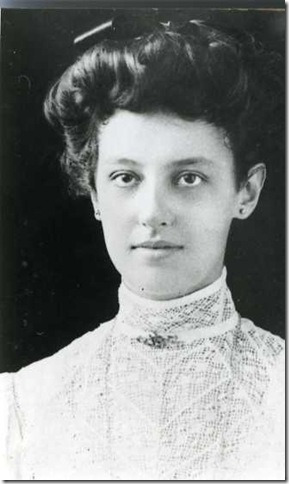
Maria Dermoût (1907)

Maria Dermoût (* 15. Juni 1888 als Helena Anthonia Maria Elisabeth Ingerman auf Java; † 27. Juni 1962 in Noordwijk aan Zee) war eine niederländische Schriftstellerin und eine wichtige Autorin der niederländisch-indonesischen Literatur. Im Dezember 1958 lobte das Time-Magazin die Übersetzung von Die zehntausend Dinge als eines der besten Bücher des Jahres und stellte es neben Werke wie Frühstück bei Tiffany von Truman Capote, Doktor Schiwago von Boris Pasternak und Lolita von Vladimir Nabokov.

## Leben
Dermoût wurde auf einer javanischen Zuckerplantage geboren. Sie erhielt ihre Ausbildung in den Niederlanden und verfasste auch ihre Romane auf Niederländisch. Nachdem sie ihre Ausbildung abgeschlossen hatte, kehrte sie zurück nach Java, wo sie Issac Johannes Dermoût heiratete und mit ihm Java und die Molukken bereiste. Sie hatten zwei gemeinsame Kinder: Tochter Ettie, geboren 1908 und ihren Sohn Hans, geboren 1910, der 1945 in einem japanischen Gefangenenlager verstarb. 1933 wurde ihr Ehemann pensioniert und das Paar kehrte zurück in die Niederlande.
Dermoût starb 1962 in Noordwijk aan Zee, wo sie auch begraben liegt.
Der niederländisch-indonesische Autor Kester Freriks schrieb ihre Biografie Geheim Indie. Het leven van Maria Dermoût 1888–1962.

## Werk
Maria Dermoûts Werk setzt sich aus zwei Romanen und fünf Bänden mit Erzählungen zusammen:

### Die Romane
- Nog pag gisteren. Querido, Amsterdam 1951.
- De tienduizend dingen. Querido, Amsterdam 1955.
  - Neu-Übers. Bettina Bach: Die zehntausend Dinge. Roman. Mit Anmerkungen der Übers. dtv, München 2016 ISBN 978-3-423-28091-4[3][4]

### Die Erzählbände
- Spel van tifa-gongs. Querido, Amsterdam 1954
- De juwelen haarkam. Querido, Amsterdam 1956
- De kist en enige verhalen. Querido, Amsterdam 1958
- De Sirenen. Querido, Amsterdam 1963
- Donker van uiterlijk. Querido, Amsterdam 1964